# Ronse
Ronse (en francès Renaix) és un dels municipis amb facilitats lingüístiques de Bèlgica a la província de Flandes Oriental de la regió flamenca.

## Seccions
| #      | Nom                       | Població |
| ------ | ------------------------- | -------- |
| I (II) | Ronse - Ronse - De Klijpe |          |

## Situació
| - a. Schorisse (Maarkedal) - b. Etikhove (Maarkedal) - c. Nukerke (Maarkedal) - d. Zulzeke (Kluisbergen) - e. Kwaremont (Kluisbergen) |

Mapa de Ronse

| - f. Rozenaken (Mont-de-l'Enclus) - g. Wattripont (Frasnes-lez-Anvaing) - h. Dergneau (Frasnes-lez-Anvaing) - i. Saint-Sauveur (Frasnes-lez-Anvaing) - j. Elzele (Ellezelles) |

## Agermanaments
- Jablonec nad Nisou
- Kleef
- Sandwich
- Saint-Valery-sur-Somme
- Masakin

## Personatges il·lustres
- Ovide Decroly

## Galeria d'imatges

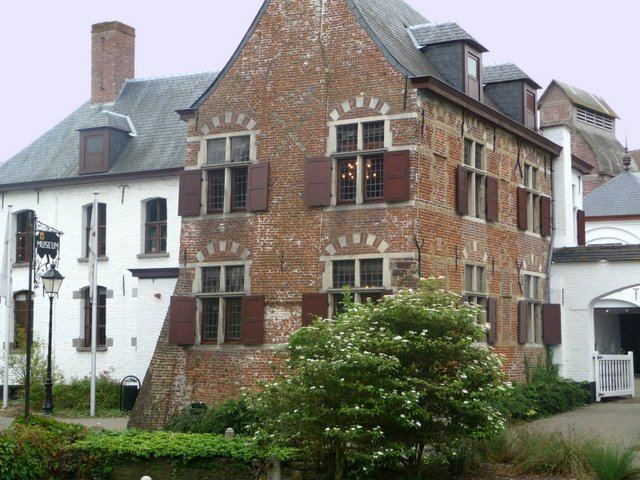
Museu de Folklore
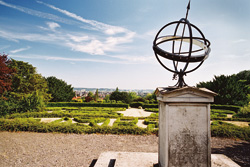
Parc de l'arbre de Malander
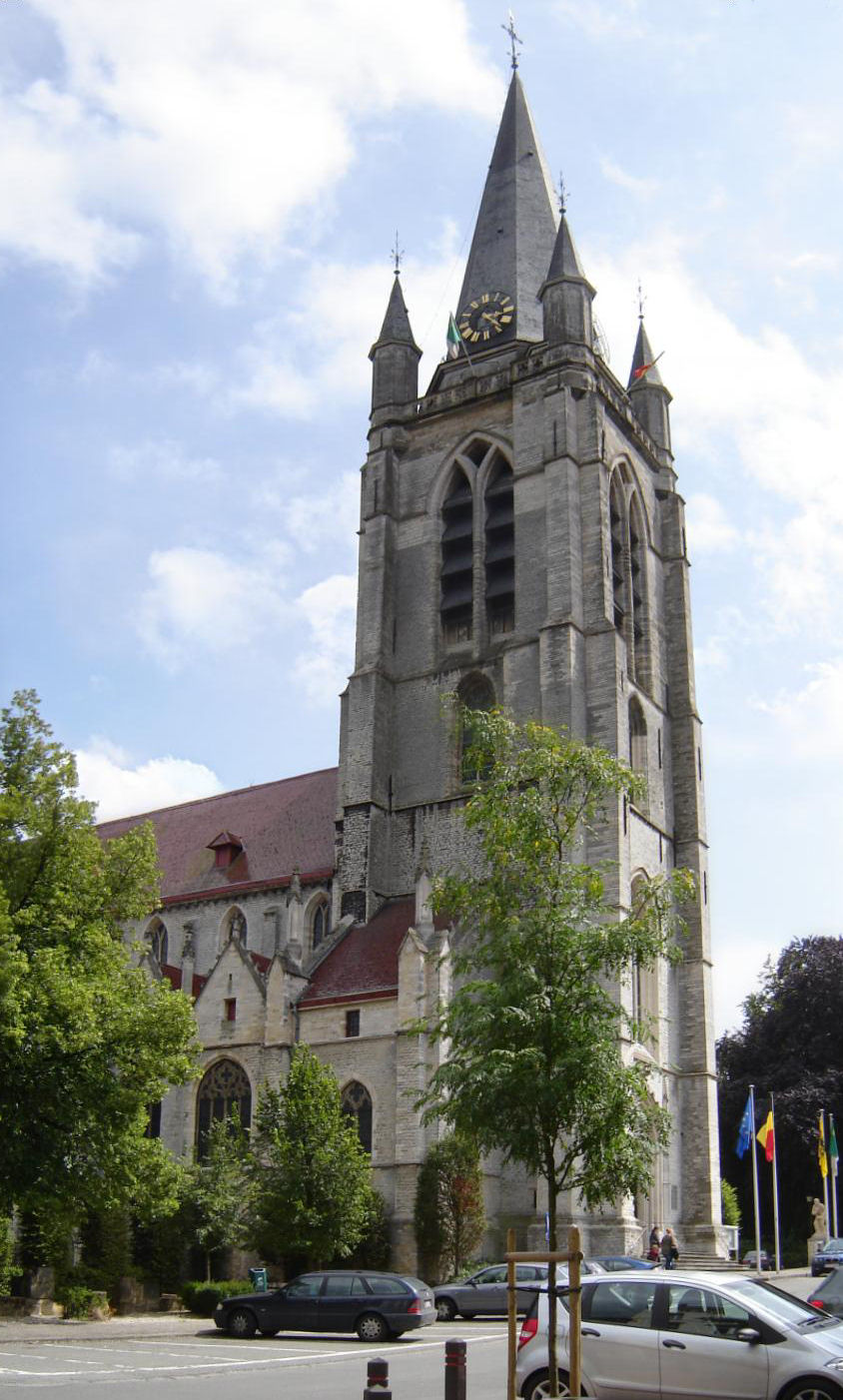
Església de Sint-Hermes
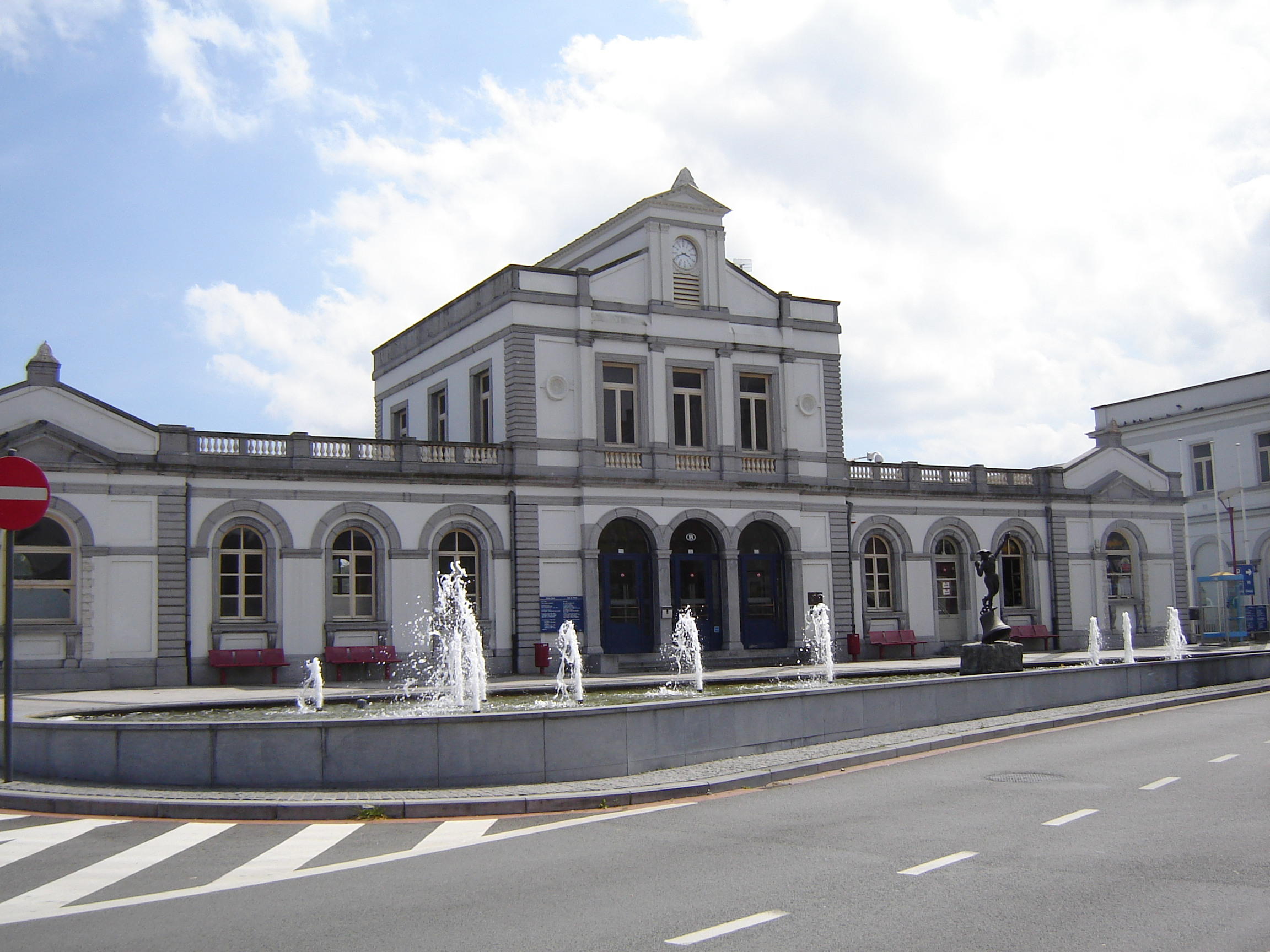
Estació de Ronse